# Venétek
A venétek ókori nép volt, amelynek Európa több helyén volt letelepedési területe. Két legfontosabb csoportjuk az adriai venéteké a mai Észak-Olaszország–Svájc–Szlovénia területén és az armoricai venéteké a mai Bretagne területén lévő volt. 
Nyelvük az indoeurópai nyelvcsaládba tartozott, azon belül a kevés fennmaradt szövegemlék alapján a nyelvészek többsége az italikus nyelvek közé sorolja. Galliai csoportjukat viszont a kelták között emlegetik.
Legfontosabb ókori városaik az ókori Itáliában Patavium (Padova) és Ateste (Este) voltak.  Az i. e. 2. századtól a Római Birodalom uralma alatt éltek, majd összeolvadtak a rómaiakkal.
A venétekről kapta a nevét a középkorban alapított Velence városa (latinul Venetia) és az olaszországi Veneto tartomány.